# 王蓉蓉
王蓉蓉（1961年—），辽宁鞍山人，汉族，民盟党员。中国京剧演员，國家一級演員。

## 生平
毕业于中国戏曲学院，师从“四小名旦”之一的张君秋。京剧演员，工青衣。2007年起任北京京剧院一团团长。
當選第九、十届北京市政协委员。2008年，当选为全国人大代表。2013年，再次当选。2017年12月当选民盟第十二届中央委员会委员。

## 所獲榮譽
- 第十一屆中國戲劇梅花獎。

## 家庭
丈夫杜鹏，中国戏曲学院教授，老生演员。

## 外部連結
- 王蓉蓉的新浪微博